# 面对巨人 (2006年电影)
《面对巨人》（英語：Facing the Giants）是2006年埃里克斯·肯德里克导演和主演的一部带有励志色彩的电影，讲述了一个战绩并不好的球队在教练的训练下坚定信念、艰苦训练最终取胜的故事。